# Andrea Vissers
Andrea Johanna Maria (Andrea) Vissers  (Amsterdam, 29 februari 1952) is een voormalige Nederlandse roeister. Ze nam eenmaal deel aan de Olympische Spelen, maar won bij die gelegenheid geen medaille.
Ze maakte haar olympisch debuut op de Olympische Spelen van 1976 in Montreal. Met haar roeipartner Helie Klaasse kwam ze uit op het onderdeel dubbeltwee. Via een eerste plek in de kleine finale met een tijd van 4.03,37 eindigden ze op een zevende plaats overall.
Vissers was aangesloten bij roeivereniging RIC in Amsterdam en emigreerde in 1986 naar Noorwegen. Daar ging ze werken in de horeca.

## Palmares

### roeien (dubbeltwee)
- 1973:  EK - 3.42,80
- 1975: 7e WK - 3.43,24
- 1976: 7e OS - 4.03,37

### roeien (dubbelvier)
- 1971: 7e EK - 3.54,50

Andrea Vissers · 
Helie Klaasse